# Coupe des clubs champions de l'océan Indien 2011
Navigation
Édition suivante
La Coupe des clubs champions de l'océan Indien 2011 est la première édition de la compétition organisée par l'Union des fédérations de football de l'océan Indien. Elle oppose, du 13 janvier 2011 au 22 mai 2011, six clubs provenant des Comores, de Madagascar, de Maurice, de Mayotte, de La Réunion et des Seychelles.
Elle est remportée par le club réunionnais de l'US Stade Tamponnaise qui s'impose en finale, deux buts à zéro sur les deux rencontres, face au club malgache de la CNAPS Sport Football Itasy.

## Clubs qualifiés
- Pamplemousses SC  - Champion de Maurice 2010
- US Stade Tamponnaise  - Champion de La Réunion 2010
- Komorozine de Domoni  - Vice-champion des Comores 2010
- CNAPS Sport  - Champion de Madagascar 2010
- Football Club de Mtsapéré  - Champion de Mayotte 2010
- Saint-Louis Suns United  - Vainqueur de la Coupe des Seychelles 2010

## Phase de poules
Les Comores désignent chaque saison leur vice-champion, Madagascar lui, fait en fonction de la réalité sportive ainsi si le champion franchit le cap du tour préliminaire de la ligue des champions, c'est le second qui prend part à la CCCOI.

### Poule A
| Rang | Équipe                    | Pts | J | G | N | P | Bp | Bc | Diff |  | Résultats (▼ dom., ► ext.) |  |     |     |
| ---- | ------------------------- | --- | - | - | - | - | -- | -- | ---- |  | -------------------------- |  | --- | --- |
| 1    | CNAPS Sport               | 6   | 2 | 2 | 0 | 0 | 10 | 0  | +10  |  | CNAPS Sport                |  | 3-0 | 7-0 |
| 2    | Football Club de Mtsapéré | 3   | 2 | 1 | 0 | 1 | 3  | 5  | -2   |  | Football Club de Mtsapéré  |  |     | 3-2 |
| 3    | Komorozine de Domoni      | 0   | 2 | 0 | 0 | 2 | 2  | 10 | -8   |  | Komorozine de Domoni       |  |     |     |

### Poule B
| Rang | Équipe                  | Pts | J | G | N | P | Bp | Bc | Diff |  | Résultats (▼ dom., ► ext.) |  |     |     |
| ---- | ----------------------- | --- | - | - | - | - | -- | -- | ---- |  | -------------------------- |  | --- | --- |
| 1    | US Stade Tamponnaise    | 4   | 2 | 1 | 1 | 0 | 2  | 1  | +1   |  | US Stade Tamponnaise       |  | 1-0 | 1-1 |
| 2    | Saint-Louis Suns United | 3   | 2 | 1 | 0 | 1 | 1  | 1  | 0    |  | Saint-Louis Suns United    |  |     | 1-0 |
| 3    | Pamplemousses SC        | 1   | 2 | 0 | 1 | 1 | 1  | 2  | -1   |  | Pamplemousses SC           |  |     |     |

## Finale

### Aller
| 30 avril 2011 20h00 GMT | US Stade Tamponnaise | 1 - 0 | CNAPS Sport | Stade Klébert Picard, Le Tampon |                          |
|                         | Fenesoa (csc) 83e    |       |             | Arbitrage : Itémaz Sodul        | Arbitrage : Itémaz Sodul |

### Retour
| 22 mai 2011 17h GMT | CNAPS Sport | 0 - 1 | US Stade Tamponnaise     | Stade de Mahamasina, Tananarive |                             |
|                     |             |       | Jean-Michel Fontaine 32e | Arbitrage : Ibrahim Saindou     | Arbitrage : Ibrahim Saindou |

## Meilleurs buteurs
Dernière mise à jour : 16 juin 2011
|   | Buteur               | Club                 | Buts | Matches |
| - | -------------------- | -------------------- | ---- | ------- |
| 1 | Nono                 | CNAPS Sport          | 4    | -       |
| 1 | Yvan Rajoarimanana   | CNAPS Sport          | 4    | -       |
| 3 | Jimmy Cundassamy     | US Stade Tamponnaise | 1    |         |
| 4 | Jean-Michel Fontaine | US Stade Tamponnaise | 1    |         |